# Tafalisca bogotensis
Tafalisca bogotensis är en insektsart som först beskrevs av Henri Saussure 1878.  Tafalisca bogotensis ingår i släktet Tafalisca och familjen syrsor. Inga underarter finns listade i Catalogue of Life.